# Liste der denkmalgeschützten Objekte in Eichenberg (Vorarlberg)
Die Liste der denkmalgeschützten Objekte in Eichenberg enthält die denkmalgeschützten, unbeweglichen Objekte der Gemeinde Eichenberg im Leiblachtal.

## Denkmäler
| Foto |                 | Denkmal                                                         | Standort                                         | Beschreibung | Metadaten |
| ---- | --------------- | --------------------------------------------------------------- | ------------------------------------------------ | --- | --- |
| ja   | Datei hochladen | Kapelle hl. Michael HERIS-ID: 23661 Objekt-ID: 20023            | Trögen Standort KG: Eichenberg                   | Die rechteckige Kapelle mit eingezogenem Chor und Glockendachreiter wurde 1773 erbaut. Der Altaraufbau stammt aus der Zeit um 1700, das Altarbild des heiligen Michael aus dem 19. Jahrhundert und die Muttergottesstatue links an der Chorbogenwand aus dem späten 18. Jahrhundert. | BDA-Hist.: Q37878081 Status: § 2a Stand der BDA-Liste: 2025-06-30 Name: Kapelle hl. Michael GstNr.: .27 Kapelle hl. Michael in Eichenberg                  |
| ja   | Datei hochladen | Kath. Pfarrkirche hl. Bernhard HERIS-ID: 23660 Objekt-ID: 20022 | Standort KG: Eichenberg                          | Der nordorientierte spätklassizistische Kirchenbau mit einem eingezogenen halbkreisförmig schließenden Chor und einem Ostturm ist nördlich von einem Friedhof umschlossen. | BDA-Hist.: Q23454444 Status: § 2a Stand der BDA-Liste: 2025-06-30 Name: Kath. Pfarrkirche hl. Bernhard GstNr.: .56/1 Pfarrkirche Hl. Bernhard (Eichenberg) |
| ja   | Datei hochladen | Ruine Ruggburg HERIS-ID: 23659 Objekt-ID: 20021                 | Ruggburg 13, in der Nähe Standort KG: Eichenberg | Der Vorgängerbau der Ruggburg, die vermutlich im 10. Jahrhundert errichtete Trudburg, wurde 1025 zerstört und zwischen 1040 und 1125 wieder aufgebaut. 1452 wurde sie von einer Truppe unter Führung von Memminger Hauptleuten zerstört, als sich der Raubritter Hans von Rechberg darin verschanzt hatte. 1529 und 1825 stürzten große Teile der Ruine durch einen Hangrutsch in die Tiefe. Zu den erhaltenen Elementen zählen die Ostseite des Bergfrieds und geringe Reste anderer Teile, vor allem der ehemaligen Ringmauer. | BDA-Hist.: Q1344703 Status: Bescheid Stand der BDA-Liste: 2025-06-30 Name: Ruine Ruggburg GstNr.: 2313/1 Ruggburg bei Eichenberg Vbg                       |